# Demonax corallipes
Demonax corallipes är en skalbaggsart som beskrevs av Maurice Pic 1920. Demonax corallipes ingår i släktet Demonax och familjen långhorningar. Inga underarter finns listade i Catalogue of Life.